# Markus Bernhardt
Markus Bernhardt (* 1959) ist ein deutscher Geschichtsdidaktiker.
Bernhardt studierte von 1980 bis 1985 Geschichte und Latein auf Lehramt an der Universität Gießen und absolvierte 1986/87 das Referendariat. 1989 promovierte er. Anschließend war er als Lehrer tätig, zunächst von 1990 bis 1995 an der Wilhelm-Bracke-Gesamtschule in Braunschweig, dann von 1995 bis 2002 am Gymnasium im Schloss in  Wolfenbüttel. Von 2002 bis 2008 war er als Hochschulassistent für Geschichtsdidaktik an der Universität Kassel tätig, wo er sich 2007 habilitierte. 2007 nahm er eine Vertretungsprofessur für Geschichtsdidaktik an der Johann Wolfgang Goethe-Universität Frankfurt am Main wahr, um 2008 einem Ruf an die Pädagogische Hochschule Freiburg zu folgen. Zum Sommersemester 2011 nahm Bernhardt einen Ruf auf einen Lehrstuhl für Didaktik der Geschichte an der Universität Duisburg-Essen an.
Bernhardt ist Schulbuchautor und brachte Beiträge zum Spiel im Geschichtsunterricht und zur Bildkompetenz in die fachdidaktische Diskussion ein.

## Schriften (Auswahl)
- Was ist des Richters Vaterland? Justizpolitik und politische Justiz in Braunschweig zwischen 1879 und 1919/20. Berliner Wissenschafts-Verlag, Berlin 2011, ISBN 978-3-8305-1905-8
- Bilder – Wahrnehmungen – Konstruktionen. Reflexionen über Geschichte und historisches Lernen. Festschrift für Ulrich Mayer zum 65. Geburtstag, hrsg. mit Gerhard Henke-Bockschatz und Michael Sauer. Wochenschau, Schwalbach/Ts. 2006, ISBN 3-89974-155-2.
- Das Spiel im Geschichtsunterricht. Wochenschau, Schwalbach/Ts. 2003, ISBN 3-87920-753-4.
- Giessener Professoren zwischen Drittem Reich und Bundesrepublik. Ein Beitrag zur hessischen Hochschulgeschichte 1945-1957. Ferber, Gießen 1990, ISBN 3-927835-11-0.